# 라이언 쇼크로스
라이언 제임스 쇼크로스(영어: Ryan James Shawcross, 1987년 10월 4일 ~ )는 잉글랜드의 은퇴한 축구 선수로서, 포지션은 센터백이었다.

## 축구인 경력

### 선수 경력
2006년 10월 25일 풋볼 리그 컵 경기에 출전하여 데뷔전을 치렀으나 리그에는 한 경기도 출전하지 못하였다. 이후 로열 앤트워프에서 임대 생활을 한 후 2007년 8월 스토크 시티에 임대 이적하였다. 카디프와의 데뷔 경기에서 데뷔골을 터뜨리며 강한 인상을 심어주었고 이내 스토크의 주전 센터백으로 도약하였다. 2007-08 시즌 풋볼 리그 챔피언십 베스트 11에 선정되는 등 좋은 활약을 펼치자 이에 매료된 스토크는 맨유에 완전 영입을 제의하였고 2008년 1월 18일 완전 영입에 성공하였다. 2008-09 시즌 초반 새로 영입된 이브라히마 송코에게 주전 자리를 잠시 내주었으나 다시 주전 자리를 되찾았다. 시즌 2008-09 시즌 3골을 터뜨렸는 데 시즌 막바지 미들즈브러와의 경기에서 터뜨린 득점은 팀을 강등에서 구해내는 데 중요한 역할을 하였다.
2010년 2월 아스널과의 경기에서 에런 램지에게 가한 태클이 램지에게 장기 부상을 입히면서 논란이 되었다. 2010-11 시즌을 앞두고 팀의 주장으로 선임되었다.
2012년 10월 산마리노와 폴란드와의 경기를 앞두고 잉글랜드 대표팀에 처음으로 선발되었다.